# TG1 Sport
TG1 Sport è stata una rubrica televisiva sportiva a cura della redazione sportiva del TG1 in collaborazione con il Pool Sportivo TV.

## Descrizione
La rubrica andava in onda il lunedì, il mercoledì e il sabato, assumendo diversi nomi a seconda del giorno della settimana. Dal 1987 iniziò ad andare in onda anche una breve striscia quotidiana, in onda subito dopo il TG1 delle 20, chiamata semplicemente TG1 Sport, poi, dal 1992 al 1993, Uno Sport (quando il TG1 si chiamò Telegiornale Uno) e, dal 1993 al 1997, di nuovo TG1 Sport. Dal 1997 la rubrica viene assorbita da Rai Sport e assume il nome di Rai Sport Notizie, soprannominato poi TG Sport.

## Conduttori
- Gian Piero Galeazzi
- Jacopo Volpi
- Fabrizio Maffei
- Marco Franzelli